# نهم الطعام
نهم الطعام هو نمط من اضطرابات الأكل يتكون من نوبات من الأكل غير القابل للسيطرة. وهو أحد الأعراض الشائعة لاضطرابات الأكل مثل اضطراب نهم الطعام والنهام العصبي. أثناء نوبات النهم هذه، يستهلك الشخص بسرعة كمية مفرطة من الطعام. ويرتبط تشخيص النهم في الأكل بمشاعر فقدان السيطرة. ويرتبط اضطراب النهم في الأكل أيضًا بالسمنة وزيادة الوزن.